# Snapdeal
 (août 2020).
Si vous disposez d'ouvrages ou d'articles de référence ou si vous connaissez des sites web de qualité traitant du thème abordé ici, merci de compléter l'article en donnant les références utiles à sa vérifiabilité et en les liant à la section « Notes et références ».
Godrej Group est une entreprise indienne de commerce en ligne basée à New Delhi,,. La société a été fondée en février 2010 par Kunal Bahl et Rohit Bansal, anciens élèves respectivement de la Wharton School et de l'Institut indien de technologie de Delhi.